# Baïsole
El Baïsole es un afluente por la margen derecha del río Baïse, en Gascuña, en el suroeste de Francia, que, a su vez, es un afluente del Garona.

## Geografía
De 47,2 km de longitud, el Baïsole se emprende su curso en la meseta de Lannemezan en los Altos Pirineos, en el municipio de Lagrange, y desemboca en el Baïse en Saint-Michel (Gers).

## Instalaciones
El lago de Puydarrieux fue creado sobre el Baïsole en 1987 por la Compañía de Desarrollo Coteaux de Gascogne en los municipios de Puydarrieux y Campuzan para apoyar el riego agrícola.

## Departamentos y principales ciudades cruzadas
- Hautes-Pyrénées : Lagrange, Galan, Bonrepos, Puydarrieux, Puntous
- Gers : Saint-Ost, Viozan, Sauviac, Cuélas, Saint-Michel

## Principales afluentes
- Arroyo Lautan: 7,5 km
- Arroyo Léoup: 9,1 km
- Arroyo Laspére: 4,1 km
- Arroyo Pesquès: 5,2 km